# Convento de las Madres Agustinas (Huelva)
El Convento de Santa María de Gracia es un convento católico de monjas agustinas situado en el centro de la ciudad de Huelva. Fue fundado en 1510, lo que lo convierte en el asentamiento conventual más antiguo de la ciudad.

## Historia
Fue fundado en 1510, siendo confirmada esta fundación en 1515 por la Condesa de Niebla, Elvira de Guzmán. En 1620, siendo superiora Sor Leonor de Vallejo, se concluyó la iglesia con la construcción de la capilla mayor.
El terremoto de Lisboa de 1755 no afectó a la iglesia, aunque causó grandes daños en la zona residencial. Las obras de restauración fueron financiadas gracias al donativo del rey Fernando VI y el patrocinio de unos mecenas irlandeses, Thomas Wading y Mary Atley, quienes fueron nombrados patronos del convento.
La iglesia quedó destruida el 20 de julio de 1936, cuando el convento fue saqueado e incendiado en los sucesos anticlericales que siguieron al inicio de la Guerra Civil. Fueron destruidos, entre otras piezas, el retablo del siglo XVIII y la primitiva imagen de Nuestra Madre de la Consolación. La comunidad fue trasladada temporalmente al Convento de San Leandro de Sevilla y la iglesia quedó en ruinas hasta 1952. Fue entonces cuando, tras vender parte de los terrenos del convento al Ayuntamiento, se iniciaron las obras de restauración, que duraron hasta el 27 de agosto de 1955.
En el subsuelo del convento fue encontrado el basamento del faro romano de Onuba Aestuaria.
El 3 de mayo de 2007 fue visitado por el que era en aquel entonces Prior General de la Orden de San Agustín, Robert Francis Prevost, quien posteriormente sería el Sumo Pontífice León XIV, dejando una dedicatoria en su libro de visitas en castellano «A las Hermanas Agustinas de Huelva, con los mejores deseos y agradecido por sus oraciones. Que Dios os bendiga siempre. Robert F. Prevost, prior general. 3 de marzo de 2007».
Actualmente su capellán es el sacerdote Don Manuel Jesús Carrasco Terriza.

## Iglesia

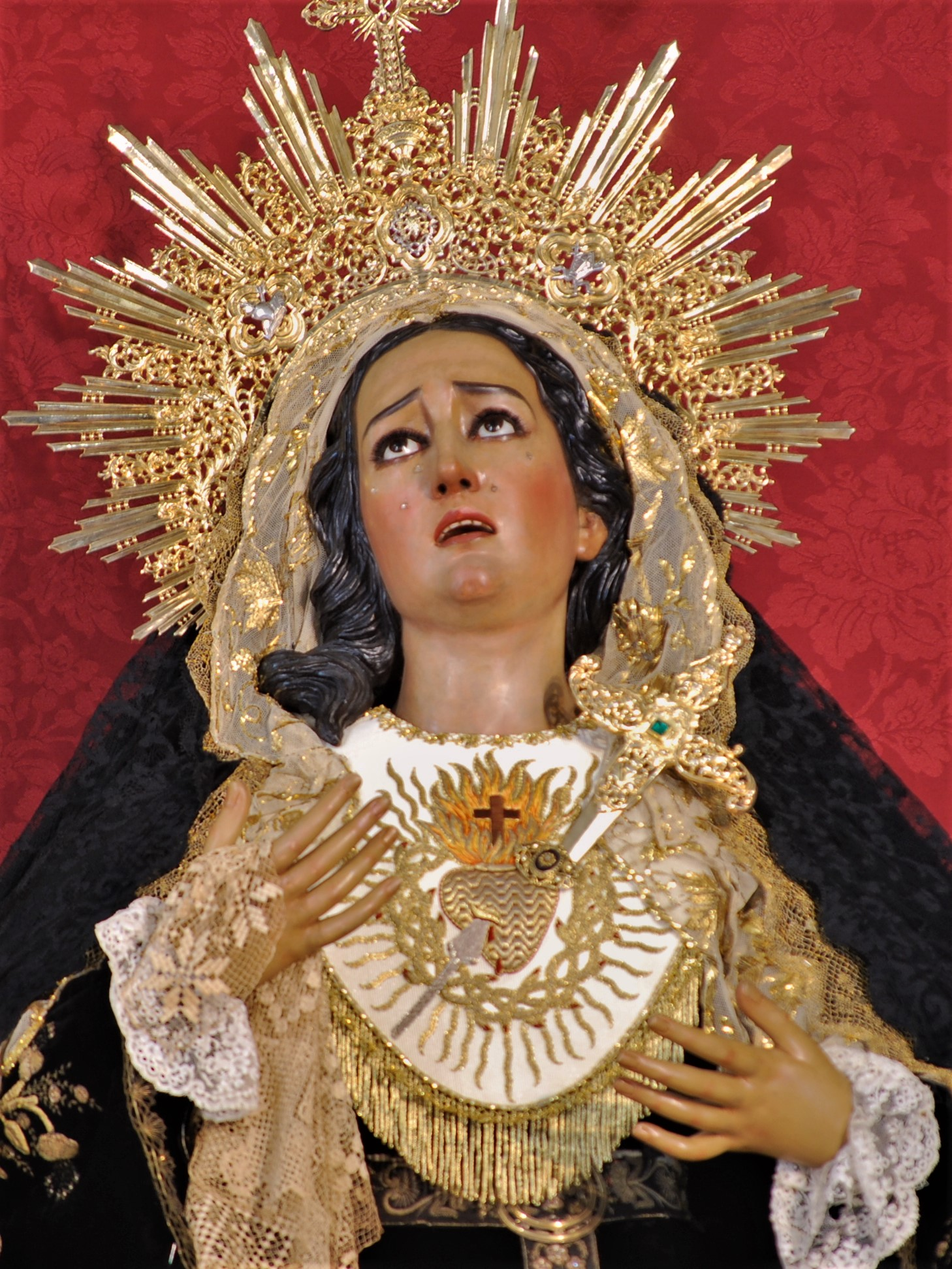
Nuestra Madre de la Consolación y Correa en sus Dolores

El templo es de una única nave. En 1618 fue incorporada la capilla mayor, de testero plano. Bajo ella se sitúa la cripta familiar de Martín Yanes de Estrada, quien compró el derecho de patronazgo de esta capilla por 400 reales. En origen estuvo presidida por un retablo de Luis de Figueroa con pinturas de Blas Martín, que a mediados del siglo XVIII fue sustituido por otro retablo churrigueresco de los hermanos Juan y Joaquín Cano. Esta obra costó 23.000 reales y perduró hasta el año 1936, cuando fue destruido los sucesos desencadenados por el inicio de la Guerra Civil.
El retablo que vemos actualmente fue realizado en 1955 según las trazas del primitivo retablo que fueron encontradas por el historiador Juan Caballero Lama. Lo preside la imagen de talla completa de Santa María de Gracia, imagen del siglo XVIII atribuida a Benito de Hita y Castillo asentada sobre una peana dieciochesca de costillas y espejuelos. La hornacina del segundo cuerpo está ocupada por un calvario con dolorosa y San Juan de escuela sevillana del siglo XVIII y un crucificado de José Ribera de 1951. En un lateral de la capilla mayor, sobre la reja del coro, pueden verse dos grandes lienzos barrocos que representan el martirio de dos santos agustinos y la lactacion mística de San Bernardo. Se completan con un tercero situado en la nave que representa a San Agustín y Santa Mónica.
En cuanto a la imaginería, destacan las imágenes titulares de la Hermandad de la Buena Muerte. El Cristo de la Buena Muerte fue tallado por Joaquín Gómez del Castillo en 1941. Nuestra Madre de la Consolación y Correa en sus Dolores es obra del mismo autor de 1940 y supone una versión libre de la Dolorosa de Salzillo. En el altar contiguo está la imagen de vestir de San Agustín de Hipona, obra del taller de José Rabasa de mediados del siglo XX. El convento cuenta además con una importante colección de Niños Jesús que no se encuentran expuestos al culto y una Virgen con Niño gótica que se ubica en la sacristía.

## Otras dependencias
El convento cuenta con tres claustros. Dos de ellos son mudéjares, mientras que el tercero, situado junto a la iglesia, fue profundamente reformado en la segunda mitad del siglo XVIII. Parte del recinto fue adaptado en 1982 para abrir el Colegio Santa María de Gracia.

## El Colegio Santa María de Gracia
El Colegio inició en el curso 1982-83, regentado por la Comunidad de MM. Agustinas del Monasterio Santa Mª de Gracia de Huelva. La primera aparición del edificio nuevo del Colegio se inaugura el 19 de septiembre de 1992 y es bendecido por el Excmo. Sr. D. Ignacio Noguer Carmona en representación del Excmo. Sr. D. Rafael González Moraleja, Obispo de Huelva.
Santa María de Gracia tiene oficialmente reconocidas 16 unidades como Centro educativo: 3, de 0 a 3 años; 3, de 3 a 6 años; 6, de Educación Primaria y 4, de Educación Secundaria Obligatoria.